# Navoi (província)
Navoi (em usbeque: Navoiy) é uma província (viloyatlar) do Usbequistão com capital em Navoi. Tem 111 090 quilômetros quadrados e segundo censo de 2020, havia 997 100 habitantes.